# Суперсила (телесериал)
«Суперсила» — американский фантастический телесериал. В 1991 году Родерик Тейлор за работу над ним получил премию «Crystal Reel Awards» в категории «Лучший режиссёр драмы».

## Сюжет
В 2020 году, астронавт Захари Стоун возвращается на Землю и узнает что его брат, работающий в полиции, был убит.
Захари знакомится с Спиннером, который создает костюм превращающий героя в Супермена и начинает собственное расследование.
Вступая в ряды полиции, он вершит правосудие на улицах города и, в конце, расправляется с преступной бандой причастной к гибели его брата.

## В ролях
- Кен Оландт — детектив Захари Стоун (48 эпизодов)
- Патрик Макни — Е. Б. Ханджерфорд (48 эпизодов)
- Ларри Б. Скотт — Ф. К. Спиннер (47 эпизодов)
- Лиза Ниеми — Карла Фрост (21 эпизод)
- Мусетта Вандер — Зандер Тайлер (7 эпизодов)
- Джинджер Линн — Кристал (6 эпизодов)